# 장면 내각의 국무위원
본 문서는 장면 내각의 국무위원 명단을 나타낸 것이다. 

## 국무위원 명단
| 직위            | 날짜       | 날짜       | 날짜        | 날짜        | 날짜       | 날짜       |
| --------------- | ---------- | ---------- | ----------- | ----------- | ---------- | ---------- |
| 직위            | 1960년 8월 | 1960년 9월 | 1960년 10월 | 1960년 11월 | 1961년 1월 | 1961년 5월 |
| 대통령          | 윤보선     | 윤보선     | 윤보선      | 윤보선      | 윤보선     | 윤보선     |
| 국무총리        | 장면       | 장면       | 장면        | 장면        | 장면       | 장면       |
| 국무원사무처장  | 오위영     | 정헌주     | 정헌주      | 정헌주      | 정헌주     | 정헌주     |
| 외무부 장관     | 정일형     | 정일형     | 정일형      | 정일형      | 정일형     | 정일형     |
| 내무부 장관     | 홍익표     | 이상철     | 현석호      | 신현돈      | 신현돈     | 조재천     |
| 재무부 장관     | 김영선     | 김영선     | 김영선      | 김영선      | 김영선     | 김영선     |
| 법무부 장관     | 조재천     | 조재천     | 조재천      | 조재천      | 조재천     | 이병하     |
| 국방부 장관     | 현석호     | 권중돈     | 권중돈      | 권중돈      | 현석호     | 현석호     |
| 문교부 장관     | 오천석     | 오천석     | 오천석      | 오천석      | 오천석     | 윤택중     |
| 부흥부 장관     | 주요한     | 김우평     | 김우평      | 김우평      | 태완선     | 주요한     |
| 농림부 장관     | 박제환     | 박제환     | 박제환      | 박제환      | 박제환     | 박제환     |
| 상공부 장관     | 이태용     | 주요한     | 주요한      | 주요한      | 주요한     | 태완선     |
| 보건사회부 장관 | 신현돈     | 나용균     | 나용균      | 나용균      | 김판술     | 김판술     |
| 교통부 장관     | 정헌주     | 박해정     | 박해정      | 박해정      | 박해정     | 박찬현     |
| 체신부 장관     | 이상철     | 조한백     | 조한백      | 조한백      | 한통숙     | 한통숙     |

## 같이 보기
- 대한민국 제2공화국
- 국무위원